# 菱室姬蜂属
菱室姬蜂属（学名：Mesochorus）是姬蜂科下的一个属。

## 下属物种
本属包括以下物种：